# Fugàlia
Fugàlia o Regifugium (en llatí Fugalia, 'la festa de la fugida' o Regifugium 'la fugida del rei') era una festa celebrada cada any a l'antiga Roma el dia 24 de febrer, en commemoració, segons Ovidi, de la fugida de Tarquini el Superb.
Aquell dia el rex sacrorum oficiava un sacrifici al Comitium, i després del sacrifici fugia precipitadament del lloc, segons explica Plutarc. Sembla clar que representava una fugida simbòlica, però no se sap segur de què es fugia. Tant Ovidi com Sext Pompeu Fest expliquen que commemora l'expulsió de Tarquini, però alguns autors moderns consideren que la cerimònia, en el seu origen la celebrava el propi rei i que representava una purificació de la ciutat. La víctima sacrificada hauria estat el boc expiatori contaminat amb tota la culpa i l'oficiant, el rei potser, havia de fugir ràpidament d'aquella ignomínia. Plutarc diu que el rex sacrorum feia algunes funcions religioses durant l'antiga monarquia, però no tenia cap paper ni civil ni militar. Estava obligat a fer un sacrifici públic el 24 de febrer i una vegada celebrat, fugia ràpidament per deixar al rei que reunís els comicis i exercís de monarca.